# 異鰭擬盔魚
異鰭擬盔魚（学名：Pseudocoris heteroptera）为輻鰭魚綱鱸形目隆頭魚亞目隆頭魚科擬盔魚屬下的一个种，分布於印度太平洋海域，棲息深度2-54公尺，體長可達20公分，棲息在礁石區，成小群活動，生活習性不明。